# Benoît Janssen
Benoît Janssen (11 febbraio 1972) è un ex giocatore di calcio a 5 belga.

## Carriera
Con la nazionale maschile di calcio a 5 del Belgio Janssen ha disputato il FIFA Futsal World Championship 1996 in cui i diavoli rossi sono stati eliminati al secondo turno, nel girone comprendente Spagna, Russia e Italia. In totale, ha disputato 18 incontri con la nazionale, realizzando 4 reti.